# De Bruiloft van Kana (Rotterdam)
De Bruiloft van Kana is een schilderij in het Museum Boijmans Van Beuningen in Rotterdam, waarvan gedacht wordt dat het een kopie is naar een verloren gegaan werk van de Nederlandse schilder Jheronimus Bosch.

## Voorstelling
Het stelt de bruiloft te Kana voor. Dit verhaal uit de Bijbel beschrijft Christus' eerste wonder: de verandering van water in wijn. Volgens Johannes 2:1-11 woonde Christus' moeder een bruiloft bij in de Galilese plaats Kana. Christus en zijn discipelen waren ook uitgenodigd. Toen de wijn op was gaf Christus de bedienden de opdracht zes stenen kruiken met water te vullen. De hofmeester, die van niets wist, proefde het water dat nu in wijn was veranderd, en ging direct naar de bruidegom om hem te vragen waarom hij de beste wijn voor het laatst had bewaard.
De bruid en Christus' moeder vormen het middelpunt van de voorstelling. De bruidegom praat tegen een man. Alle genodigden zitten aan een L-vormige tafel. Op de voorgrond geeft een knecht gehoor aan Christus' bevel door de zes kruiken met water te vullen. Christus zelf bevindt zich onder een baldakijn tussen twee deftige heren en maakt een zegenend gebaar. Tegenover Christus staat een rijk versierd stoeltje (een soort faldistorium) met daarnaast een kind in een kostbaar gewaad, dat zich richt tot het bruidspaar.
Geheel links brengen twee bedienden de kop van een wild zwijn en een zwaan de ruimte binnen, opgediend op goudkleurige schalen. Beide dieren spuwen vlammen, en op een van de schalen is een schildje met een halve maan aangebracht. Een derde bediende vangt de druppels op uit een omgevallen fles met drank. Op een verhoging boven hem speelt een doedelzakspeler. Achterin bevindt zich een gewelfd vertrek met daarin een soort buffet met allerlei kruiken en siervoorwerpen. Naast dit buffet staat een man met een staf. Op de kapitelen aan weerszijden van dit vertrek is een wezentje met een helm te zien, dat op een monster schiet, dat zich in een rond gat in de muur schuil houdt. Door een venster rechts kijken twee nieuwsgierigen vanuit de tuin toe. Op een van de zuilen zit verder nog een uil weggedoken.

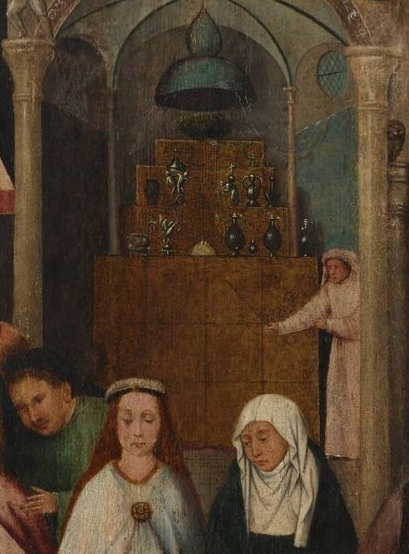
Detail. ‘Buffet’ met ‘hofmeester’.

## Betekenis
Het schilderij bevat alle elementen van een laatmiddeleeuwse voorstelling van de bruiloft van Kana: een grote groep mensen aan tafel, bedienden en een baldakijn boven de ereplaats. Ook het buffet met kostbaarheden komt vaker voor op dit soort voorstellingen. Het baldakijn bevindt zich op het Rotterdamse schilderij echter niet boven het bruidspaar, zoals gebruikelijk, maar boven Christus. Ook is hij zittend aan tafel afgebeeld in plaats van staand naast de waterkruiken.

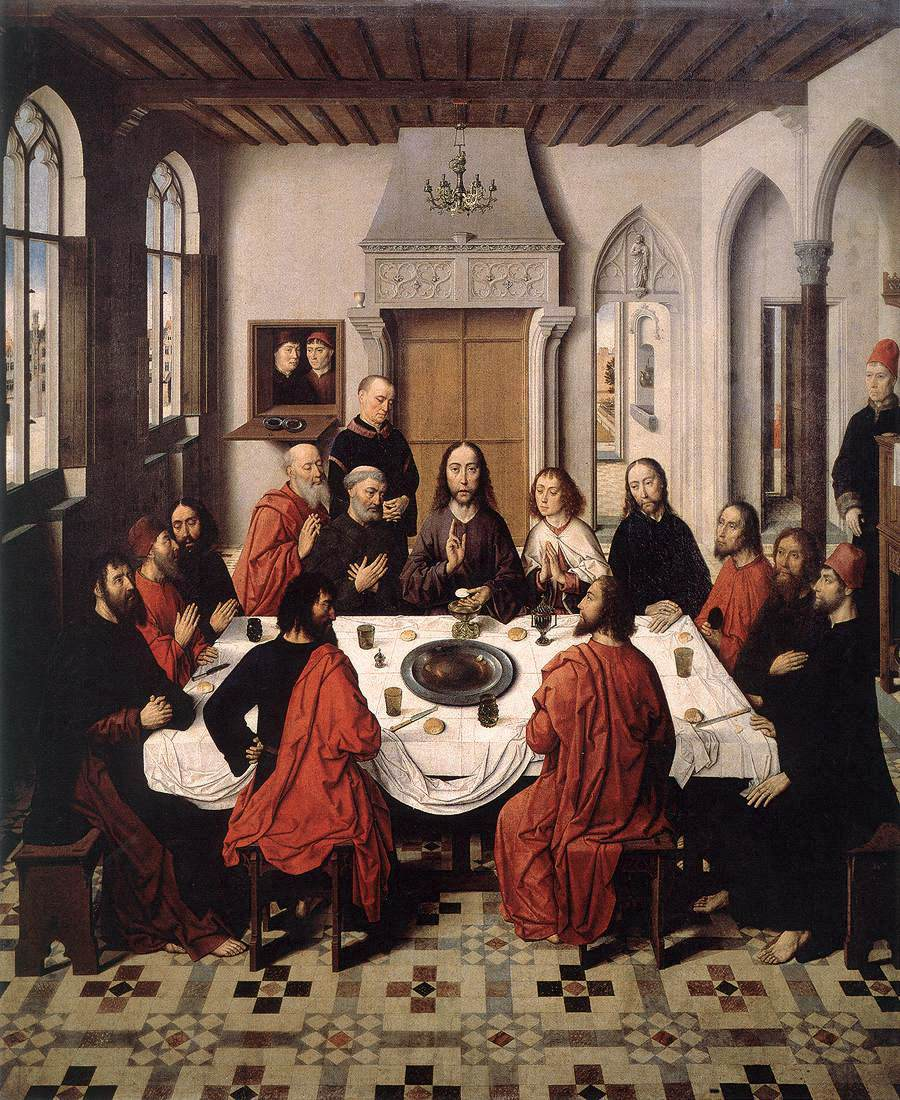
Dirk Bouts. Het laatste avondmaal, middenpaneel. Ca. 1464-1467. Leuven, Sint-Pieterskerk.

Het werk is volgens kunsthistoricus Ludwig von Baldass afgeleid van het middenpaneel van het Laatste Avondmaal-drieluik van Dirk Bouts. Ook volgens Bosch-auteur Charles de Tolnay herinnert De Bruiloft van Kana aan dit werk. De L-vormige tafel komt al voor op een fresco van Giotto uit het begin van de 14e eeuw, maar deze komt ook voor op Noord-Europese Kana-voorstellingen, bijvoorbeeld op het Drieluik met de wonderen van Christus van de Meester van de Legende van de Heilige Catharina in de National Gallery of Victoria in Melbourne. Volgens De Tolnay is de man in het gewelfde vertrek achterin een tovenaar. De voorwerpen op het buffet zijn zowel heidens als christelijk, waarmee de schilder mogelijk goed en kwaad tegenover elkaar stelt. De tovenaar laat volgens De Tolnay met zijn toverstaf vlammen uit de varkenskop en de zwanenbek komen en verandert het beeldhouwwerk op de kapitelen in pijlschietende demonen. Tegenover deze ketterse wonderen stelt De Tolnay het wonder van Christus. Maar Christus richt zich niet tot de waterkruiken, maar zegent in plaats daarvan de kelk van het kind schuin voor hem. Hiermee zou de schilder verwijzen naar een nog groter wonder: de transsubstantiatie van wijn in het bloed van Christus, die volgens de katholieke leer tijdens de eucharistieviering plaatsvindt. Op Maria na slaat geen van de aanwezigen acht op het wonder. Misschien had de schilder de volgende Bijbeltekst in gedachte:

Gij kunt niet drinken van de beker des Heren en van de beker der boze geesten;
gij kunt niet aan de tafel des Heren deel hebben en aan de tafel der boze geesten
— 1 Kor. 10 : 21.

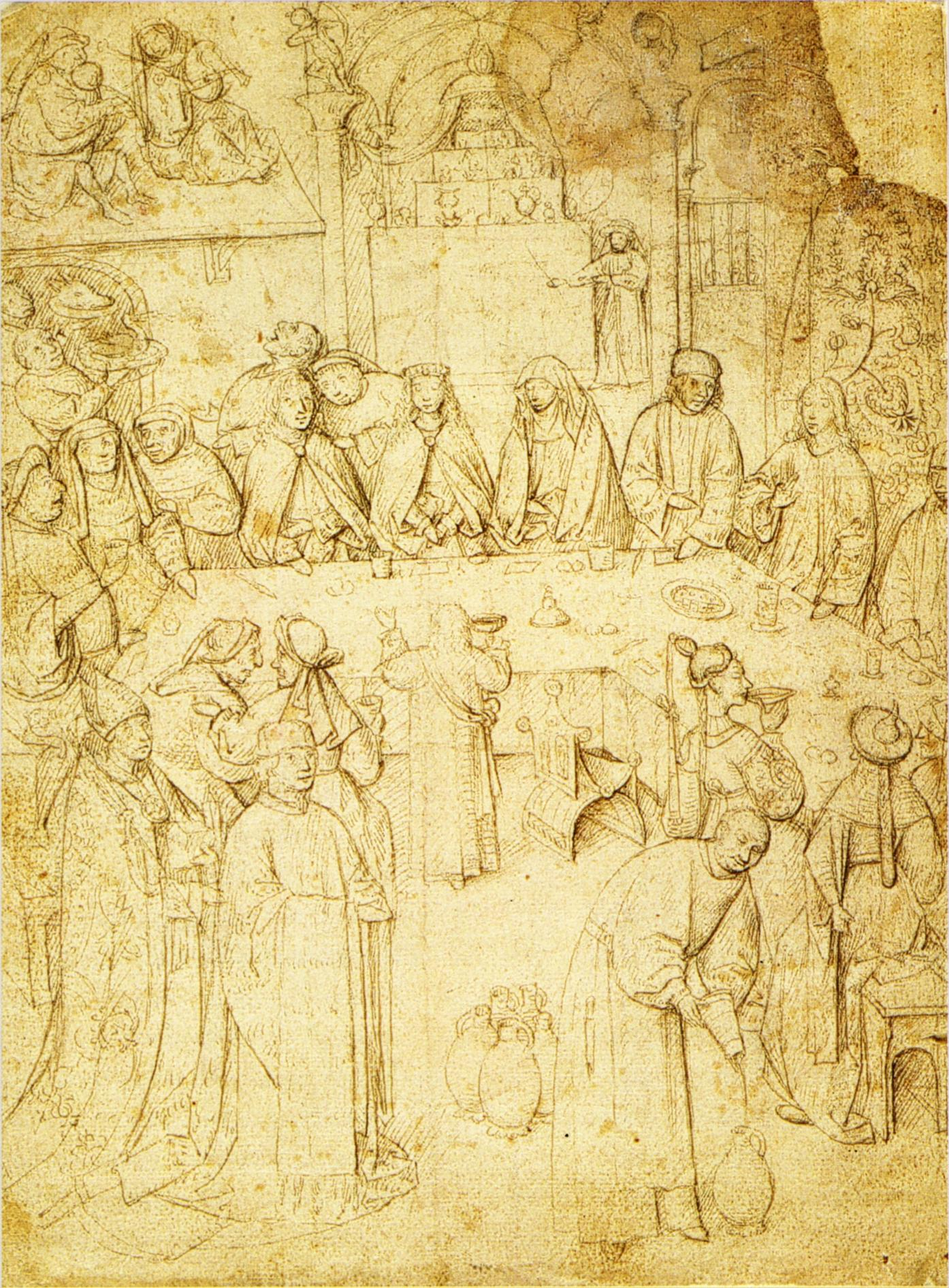
Anoniem (naar Jheronimus Bosch). Bruiloft van Kana met stichter en diens patroonheilige. Parijs, Louvre.

Deze interpretatie komt ook voor bij Bosch-auteur Von Baldass. Jacques Combe legt de nadruk op de tegenstelling tussen wonder en toverkunst enerzijds en geloof en ketterij anderzijds. Dirk Bax geeft een geheel andere betekenis aan het werk. Hij ziet een tegenstelling tussen de zuiverheid van Christus en de losbandigheid van het feest. Hij wijst erop dat de Bruiloft van Kana op dezelfde dag gevierd wordt als de Christelijke feestdagen Driekoningen (6 januari) en Doopsel van Jezus (eerste zondag na Driekoningen). In het bruiloftsfeest ziet Bax een verwijzing naar het Driekoningenfeest, dat in de 15e en 16e eeuw berucht was vanwege dronkenschap en wellust. De zwaan en de varkenskop zijn gerechten die ook voorkomen op afbeeldingen van Driekoningenfeesten. Het kind met de kelk is volgens Bax een als koning verklede koorknaap, zoals die op 6 januari door de stad trokken.
De bruid draagt een kroontje en heeft haar ogen neergeslagen, wat past in de traditie waarbij de bruid als zeer kwetsbaar werd gezien en uiterste bescheidenheid moest betrachten om het ‘boze oog’ af te weren. De bruidegom vertoont opmerkelijk veel gelijkenis met de Johannes de Evangelist op Patmos. In de middeleeuwen identificeerde men de bruidegom van Kana met deze heilige.

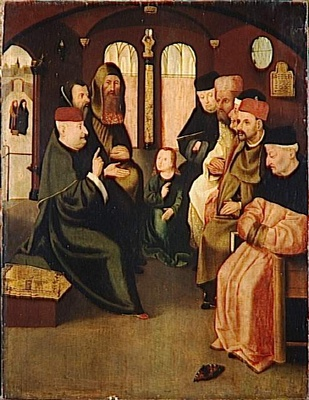
Navolger van Jheronimus Bosch. Jezus onder de schriftgeleerden. 2e helft 16e eeuw. Parijs, Louvre.

## Toeschrijving en datering
Het werk is slecht bewaard gebleven; alle koppen zijn overschilderd en het linker hondje is in de 18e eeuw toegevoegd. De bovenhoeken zijn afgezaagd. Volgens Von Baldass is het werk aan de bovenzijde flink ingekort. Hij meent dat de twee koppen van Annas en Kajafas oorspronkelijk één geheel vormden met de Bruiloft van Kana. Op andere versies van het schilderij, waaronder een tekening in het Louvre, waarop een stichtersportret te zien is, laten echter zien dat dit niet het geval was. De andere versies laten overigens zien dat de hondjes oorspronkelijk ontbraken en dat er twee muzikanten op de verhoging zaten. Volgens Von Baldass moet het werk met de Noord-Nederlandse schilderkunst in verband gebracht worden. In het kind met de kelk, bijvoorbeeld, ziet hij de invloed van de Haarlemse schilder Geertgen tot Sint Jans. Vrijwel alle overige auteurs zien het schilderij als een jeugdwerk van Bosch.
Het wordt met Bosch in verband gebracht vanwege de moralistische draai, die de schilder aan de voorstelling geeft. De zwaan die de ruimte wordt binnengebracht zou verwijzen naar de zogenaamde 'zwanenmaaltijd' van de Illustre Lieve Vrouwe Broederschap in 's-Hertogenbosch, waarvan Bosch vanaf omstreeks 1487 lid van was en die waarvan de leden zwanenbroeders genoemd werden. De publicatie van de tekening in het Louvre in 1960 veranderde de zaak. Deze tekening laat zien dat er nog een versie van de Bruiloft van Kana bestaan moet hebben met linksonder een stichtersportret en zijn naamheilige. Dit verklaart de positie van Christus, die zich in de gebedsrichting van de stichter bevindt. Vanaf dat moment wordt getwijfeld aan de authenticiteit van het werk. Dendrochronologisch onderzoek heeft inmiddels aangetoond dat het werk pas omstreeks 1561 of later, geruime tijd na de dood van Bosch, ontstaan kan zijn. Men gaat er tegenwoordig van uit dat het een kopie naar een verloren gegaan werk van Bosch is. Bij gebrek aan een origineel is hier echter geen sluitend bewijs voor.
Omdat het werk enigszins a-typisch is voor Bosch, houdt men er tevens rekening mee dat het het werk van een leerling zou kunnen zijn. Volgens Bernard Vermet zou dit, vanwege compositorische overeenkomsten met de Jezus onder de schriftgeleerden, de Brusselse schilder Gielis Panhedel kunnen zijn. Panhedel had sterke banden met 's-Hertogenbosch en omdat hij Bosch’ vormentaal veelvuldig toepaste is het mogelijk dat hij eerst leerling en later assistent in Bosch’ atelier was.

## Herkomst
Mogelijk is dit werk gelijk aan het schilderij 'in de manier van Bosch', dat onder de titel 'Bruiloftsmaal' wordt vermeld in een inventaris van de Zuid-Nederlandse schilder Peter Paul Rubens. In 1873 werd het in Antwerpen gekocht door een Britse schilder. Daarna was het in het bezit van Frank Brangwyn. In mei 1923 wordt het voor het gesignaleerd door de Duitse kunsthistoricus Max Friedländer in de verzameling van Cr. Tompson [sic] in Londen. Later dat jaar kwam het in handen van kunsthandel Paul Cassirer in Berlijn, die het hetzelfde jaar nog doorverkocht aan de kunstverzamelaar Franz Koenigs. In 1935 werd het in bruikleen gegeven aan het Museum Boijmans. Toen de gehele collectie Koenigs in 1940 te koop werd aangeboden, kocht D.G. van Beuningen het, om het een jaar later weer aan het Museum Boijmans te schenken.

## Andere versies
Van het werk bestaan minstens twee andere versies. Uit een vergelijking met het exemplaar in Huis Bergh blijkt dat de hoeken van de Rotterdamse versie uitgezaagd zijn. Wanneer dit gebeurd is, is echter niet bekend. Ook zijn er later, mogelijk in de 18e eeuw, linksonder twee hondjes toegevoegd. Op basis de tekening in het Louvre, neemt men aan dat hier in de oorspronkelijke versie door Bosch, een bisschop met een onbekende stichter stonden afgebeeld. Dit verklaart misschien waarom de Jezusfiguur niet centraal is afgebeeld, maar aan de zijkant, in de ‘bidrichting’ van de stichter.
| Verblijfplaats                | Datering              | Type               | Afbeelding |
| ----------------------------- | --------------------- | ------------------ | ---------- |
| Huis Bergh                    | Eerste helft 16e eeuw | Olieverf op Paneel |            |
| Abdij O.-L.-Vrouwe, Tongerlo  | 17e eeuw (?)          | Olieverf op Doek   |            |
| Stichting Terninck, Antwerpen |                       |                    |            |